# 1209
| [ Edytuj tabelę ]                 |                                                                  |
| Książę Małopolski                 | - 1202 Leszek Biały 1210                                         |
| Książę Wielkopolski               | - 1202 Władysław III Laskonogi 1229 - 1208 Władysław Odonic 1218 |
| Król Angkoru                      | - 1181 Dżajawarman VII 1218                                      |
| Król Anglii                       | - 1199 Jan bez Ziemi 1216                                        |
| Król Aragonii i hrabia Barcelony  | - 1196 Piotr II Katolicki 1213                                   |
| Książę Bawarii                    | - 1183 Ludwik I 1231                                             |
| Margrabia Brandenburgii           | - 1205 Albrecht II 1220                                          |
| Książę Burgundii                  | - 1192 Eudes III 1218                                            |
| Cesarz Bizancjum                  | - 1204 Teodor I Laskarys 1222                                    |
| Car Bułgarii                      | - 1207 Borił 1218                                                |
| Cesarz Chin                       | - 1194 Song Ningzong 1224                                        |
| Król Cypru                        | - 1205 Hugo I 1218                                               |
| Król Czech                        | - 1198 Przemysł Ottokar I 1230                                   |
| Król Danii                        | - 1202 Waldemar II Zwycięski 1241                                |
| Władca Egiptu                     | - 1199 Al-Adil 1218                                              |
| Cesarz Etiopii                    | - 1189 Gebre Meskel 1229                                         |
| Król Francji                      | - 1180 Filip II August 1223                                      |
| Król Gruzji                       | - 1184 Tamara 1213                                               |
| Cesarz Japonii                    | - 1198 Tsuchimikado 1210                                         |
| Kalif                             | - 1180 An-Nasir 1225                                             |
| Król Kastylii                     | - 1158 Alfons VIII Szlachetny 1214                               |
| Patriarcha Konstantynopola        | - 1207 Michał IV Autorejan 1213                                  |
| Władca Korei                      | - 1204 Hŭijong 1211                                              |
| Król Leónu                        | - 1188 Alfons IX 1230                                            |
| Cesarz Łaciński                   | - 1205 Henryk Flandryjski 1216                                   |
| Kalif Maroka                      | - 1199 Muhammad an-Nasir 1213                                    |
| Król Nawarry                      | - 1194 Sanczo VII 1234                                           |
| Król Norwegii                     | - 1204 Inge II Baardsson 1217                                    |
| Hrabia Palatynatu                 | - 1195 Henryk V z Welf 1211                                      |
| Papież                            | - 1198 Innocenty III 1216                                        |
| Król Portugalii                   | - 1185 Sancho I 1211                                             |
| Sułtan Rumu                       | - 1205 Kaj Chusrau I 1211                                        |
| Książę Rusi halickiej             | - 1207 Włodzimierz III 1210                                      |
| Cesarz Rzymski (niemiecki)        | - 1209 Otto IV 1218                                              |
| Książę Saksonii                   | - 1180 Bernard III 1212                                          |
| Król Szkocji                      | - 1165 Wilhelm I 1214                                            |
| Król Szwecji                      | - 1208 Eryk X Knutsson 1216                                      |
| Doża Wenecji                      | - 1205 Pietro Ziani 1229                                         |
| Król Węgier                       | - 1205 Andrzej II 1235                                           |
| Wielki mistrz zakonu krzyżackiego | - 1208 Henryk II von Tunna 1209 - 1209 Hermann von Salza 1239    |

Rok 1209 / MCCIX
stulecia: XII wiek ~
XIII wiek ~
XIV wiek

lata: 1199 «
1204 «
1205 «
1206 «
1207 «
1208 «
1209
» 1210
» 1211
» 1212
» 1213
» 1214
» 1219

## Wydarzenia w Polsce
- Bitwa pod Lubuszem – oblężenie Lubusza przez margrabiego Łużyc Konrada II. Odsiecz Lubusza podjęta przez księcia wielkopolskiego Władysława III Laskonogiego nie powiodła się. Po wycofaniu się wojsk księcia Władysława nastąpiła kapitulacja Lubusza, a jego obrońcy zostali zabici z rozkazu margrabiego Konrada.
- Książę wrocławski Henryk I Brodaty i jego żona Jadwiga, późniejsza święta, wydawszy na świat siedmioro dzieci, złożyli w katedrze wrocławskiej ślub czystości dozgonnej. Na pamiątkę tego zdarzenia książę zapuścił brodę, której nigdy nie strzygł, i stąd jego przydomek. Jadwiga rozpoczęła odtąd surowy żywot mniszki.
- Pierwsza wzmianka o Gdyni.

## Wydarzenia na świecie
- 16 kwietnia – Franciszek z Asyżu otrzymuje od papieża Innocentego III ustne zatwierdzenie reguły. Jest to równoznaczne z powstaniem Zakonu Braci Mniejszych.
- 22 lipca – wojny albigeńskie: krzyżowcy dokonali rzezi Béziers. Rozpoczyna się wojna albigeńska – 20-letnia kampania wojskowa zainicjowana przez Kościół katolicki obrządku łacińskiego w celu wyeliminowania katarów z Langwedocji.
- 15 sierpnia – wojny albigeńskie: Szymon z Montfort, przywódca Krucjaty albigeńskiej, zdobył Carcassonne, miasto to stało się twierdzą graniczną między Francją i Aragonią.
- 4 października – Otto IV został koronowany przez papieża Innocentego III na cesarza rzymskiego.
- Założono University of Cambridge.
- Została ukończona budowa London Bridge, mostu w Londynie, na Tamizie.
- Plemiona żyjące Dżungarii i Kotlinie Turfańskiej tworzące królestwo (Ujgurzy), dobrowolnie dołączyły do Imperium mongolskiego.

## Urodzili się
- Przemysł, margrabia morawski (zm. 1239)

## Zmarli
- 10 stycznia – Wilhelm z Donjeon, francuski cysters, biskup Bourges, święty katolicki (ur. ok. 1135 lub 1150)
- 12 listopada – Philippe du Plaissis, wielki mistrz zakonu templariuszy (ur. 1165)